# Titanebo dondalei
Titanebo dondalei là một loài nhện trong họ Philodromidae.
Loài này thuộc chi Titanebo. Titanebo dondalei được miêu tả năm 1968 bởi Sauer.